# رندولف لایست
رندولف لایست (انگلیسی: Randolph Lycett؛ زاده ۲۷ اوت ۱۸۸۶ – درگذشته ۹ فوریهٔ ۱۹۳۵) یک تنیس‌باز اهل بریتانیا بود.